# Herman
Herman je moško osebno ime (ali tudi priimek).

## Izvor imena
Ime Herman izhaja iz nemškega imena Hermann, to pa iz starejšega Hariman, ki ga razlagajo kot zloženko iz starovisokonemških besed heri v pomenu besede »vojska, množica« in man v pomenu »mož« 

## Različice imena
- moške oblike imena: Arman, Armand, Armando, Armin, Haris
- ženska oblika imena: Armanda, Ermina, Erminija, Hermina

## Tujejezikovne oblike imena
- pri Angležih: Hermann, Herrmann
- pri Dancih, Fincih, Hrvatih, Madžarih, Nizozemcih, Norvežanih, Poljakih, Slovakih, Slovencih, Ukrajincih ...: Herman
- pri Čehih: Heřman
- pri Francozih: Hermann
- pri Italijanih: Armando, Armano, Ermano, Ermando
- pri Nemcih: Herman, Hermann
- pri Rusih: Герман (German)
- pri Špancih in Portugalcih: Armando
- pri Švedih: Herman, Hermann, Harman, Arman

## Pogostost imena
Po podatkih Statističnega urada Republike Slovenije je bilo na dan 31. decembra 2007 v Sloveniji število moških oseb z imenom Herman: 675.

## Osebni praznik
V koledarju je ime zapisano 7. aprila (Herman, redovnik iz Kölna, † 7. apr. 1241).